# Theodore Stephanides
Theodore Philip Stephanides, traslitterato anche come Theodoros Stefanidis (in greco: Θεόδωρος Στεφανίδης; Bombay, 21 gennaio 1896 – Londra, 13 aprile 1983) è stato un radiologo, naturalista, biologo, poeta, scrittore e traduttore greco con nazionalità britannica.

## Biografia
Theodore Philip Stephanides nacque a Bombay, figlio del tessalo Philippos Stephanides e di Caterina Ralli, cresciuta ed educata a Londra. Stephanides crebbe parlando inglese e non cominciò a parlare greco prima di trasferirsi a Corfù con la famiglia nel 1907, dopo il pensionamento del padre. Allo scoppio della prima guerra mondiale, servì nell'esercito greco come artigliere sul fronte macedone e poi ancora durante la guerra greco-turca tra il 1919 e il 1922. Durante gli anni di guerra Stephanides scrisse un diario, successivamente rielaborato nella sua opera Macedonian Medley, completata nel 1931 e successivamente revisionata durante gli anni 60.
Negli anni venti cominciò l'attività di traduttore con le traduzioni in inglese delle opere di Kostis Palamas ed altri poeti greci contemporanei; le traduzioni, realizzate con George Katsimbalis, furono pubblicate in due volumi nel 1925 e nel 1926. Nel 1922 Stephanides si era trasferito a Parigi per studiare medicina, laureandosi nel 1930. A Parigi fu allievo di Marie Curie e si interessò anche di astronomia sotto la guida di Camille Flammarion.
Negli anni trenta Stephanides tornò a Corfù dove si affermò come radiologo e sposò Mary Alexander, con cui nel 1931 ebbe la figlia Alexia Stephanides-Mercouri. A Corfù cominciò anche gli studi scientifici sulla flora e la fauna acquatica locale, scoprendo anche tre microscopici organismi che presero il suo nome: i Cytherois stephanidesi, i Thermocyclops stephanidesi e i Schizopera stephanidesi. Tra il 1938 e il 1939 Stephanides diede un profondo contributo alla lotta contro la malaria a Cipro e Salonicco. Nel 1935 conobbe la famiglia Durrell e divenne mentore dei giovani Gerald e Lawrence Durrell, stringendo un'amicizia che durò tutta la vita. Gerald, in particolare, immortalò il dottor Stephanides nel suo memoir La mia famiglia e altri animali.
Grazie alla sua doppia cittadinanza greca e inglese, Stephanides si arruolò come ufficiale militare nei Royal Army Medical Corps allo scoppio della seconda guerra mondiale, prestando servizio in Grecia, Sicilia e Nord Africa. Il medico partecipò anche alla Battaglia di Creta, di cui scrisse una vivida descrizione nel suo libro Climax in Crete (1946), che fu un importante documento per la ricostruzione effettuata dello storico britannico Antony Beevor nel 1991.
Dopo il termine della guerra Stephanides si trasferì a Londra, dove lavorò come radiologo presso il St Thomas' Hospital di Lambeth dal 1945 al pensionamento nel 1961. In questo periodo Stephanides continuò a scrivere, alternando libri di memorie a studi scientifici come The Microscope and the Practical Principles of Observation (1947) e A Survey of the Freshwater Biology of Corfu and of Certain Other Regions of Greece (1948). Nel 1965 pubblicò la sua prima antologia poetica, The Golden Face, seguita nel 1969 da una seconda collezione, The Cities of the Mind, e nel 1973 da una terza, Worlds in a Crucible. Parallelamente, Stephanides portò avanti l'attività da traduttore, pubblicando le opere di Kostis Palamas in inglese. Ricevette grandi apprezzamenti per la sua traduzione del poema Erotocrito, pubblicato postumo nel 1984 e dedicato ai fratelli Durrell.